# Los Andes (metro de Panamá)
Los Andes es una estación de la Línea 1 del Metro de Panamá, ubicada en San Miguelito, entre la estación de Pan de Azúcar y la estación de San Isidro. Fue inaugurada el 5 de abril de 2014, y se encuentra en la Avenida Transístmica, específicamente en el barrio de Los Andes y sirve al corregimiento de Amelia Denis de Icaza.
Durante 2024, la estación estuvo entre las cinco más utilizadas de toda la red a través de las validaciones de tarjetas.

## Características
Uno de sus accesos está en la entrada principal del Centro Comercial Los Andes.